# Malkiel Ashkenazi
Pour les articles homonymes, voir Ashkenazi.
Le Hakham Malkiel Ashkenazi (?1450) est un rabbin séfarade principalement connu pour sa direction de la communauté juive de Hébron qu'il revitalisa en 1540. L'empire ottoman ayant pris le contrôle de la terre d'Israël en 1517, les Juifs exilés à Salonique (alors possession ottomane) furent autorisés à revenir légalement en Palestine. Parmi ces Juifs, de nombreux avaient été expulsés d'Espagne en 1492. 
Malkiel Ashkenazi fut responsable de l'achat d'une cour avec enceintes à Hebron, où il établit la synagogue Abraham Avinou, qui devint un centre de l'étude de la Kabbale. Divers bâtiments furent construits autour de cette synagogue.